# ليج إياسو
ليج إياسو (بالجعزية: ልጅ ኢያሱ) ; ( 4 فبراير 1895  - 25 نوفمبر 1935) كان إمبراطور إثيوبيا المعين من عام 1913 م إلى عام 1916 م. كان اسمه عند المعمودية كفل يعقوب (ክፍለ ያዕቆብ kəflä y'aqob ). اختار أباطرة إثيوبيا تقليديًا اسم ملكهم في يوم تتويجهم،  وبما أنه لم يتوج أبدًا، يشار إليه عادة باسم ليج إياسو، وتعني كلمة "ليج" الطفل، وخاصة المولود من الدم الملكي. 

## النشأة والنسب
ولد ليج إياسو في 4 فبراير 1895 في مدينة ديسي بمقاطعة وولو في إثيوبيا. ينحدر والد إياسو من حكام وولو المسلمين وكان معظمهم من أصل أورومو ، بينما كانت والدته ويزيرو ("السيدة") شواريجا من شيوان أمهرة والابنة الكبرى للإمبراطور منليك الثاني .   كان والد إياسو <i id="mwKw">رأس</i> ميكائيل ، حاكم وولو وصديق مينيليك القديم. وُلد ميكائيل باسم محمد علي وكان مسلمًا حتى عام 1875، عندما اعتنق المسيحية . 

## توليه الإمبراطورية

### خلفية حكمه
في أواخر حياته، واجه الإمبراطور منليك مشكلة خلافته؛ إذا لم يسم صراحة وريثًا قبل وفاته، فمن المرجح أن تذوب الأمة التي بناها في حرب أهلية وتلتهمها القوى الاستعمارية الأوروبية. كان لديه أربعة ورثة محتملين. وفقًا لقواعد الخلافة التقليدية، كان السليل المباشر التالي من جهة الأب هو حفيد عم منليك، ديجازماتش تاي جوليلات . وكان ورثته الثلاثة الآخرون جميعهم في خط الإناث. كان أول هؤلاء حفيده الأكبر، ديجازماتش وسان سيجد ، ابن ابنته شواريجا مينيليك من زواجها الأول من ويدادجو جوبينا . الوريث الثاني لخط الأنثى كان حفيده الأصغر ليج إياسو. أخيرًا، كانت الوريثة الثالثة لخط الأنثى هي ابنة منليك الكبرى ويزيرو زوديتو ، التي كانت متزوجة من راس جوجسا فيلي ، ابن شقيق الإمبراطورة تايتو .
رفض مينيليك النظر في تاي جوليلات، الذي كان يكرهه بشدة. تم استبعاد ووسان سيجد من الاعتبار بسبب التقزم. في مارس 1908، على أية حال، كانت ووسان سيجد في حالة صحية سيئة وتموت بسبب مرض السل . كان من الواضح أن الطبقة الأرستقراطية لن تحترم المرأة كزعيم لها، لذلك لم يتم النظر بجدية في زوديتو أيضًا في هذا الوقت.  في 11 يونيو 1908، أصيب منيليك بسكتة دماغية أثناء قيامه برحلة الحج إلى ديبري ليبانوس . في 15 مايو 1909، أبلغ منليك وزرائه أن إياسو سيخلفه. ومع ذلك، نظرًا لشباب إياسو، وافق منليك على اقتراح تعيين وصي على العرش ( <i id="mwSw">إنديراز</i> )  خلال أقلية وريثه الظاهري .  حتى بلوغ إياسو سن الرشد، سيكون رجل الدولة الأكبر سنًا راس تيسيما نادو هو الوصي المفوض ( باليمولو 'إنديراس ).
في مايو 1909، قبل وقت قصير من اتخاذ الإمبراطور هذا القرار، تزوج ليج إياسو من ووزيرو رومانيورك مينغيشا ، ابنة رأس منغيشا يوهانس ، حفيدة الإمبراطور يوهانس الرابع ، وابنة أخت الإمبراطورة تايتو.  إلا أن هذا الزواج فسخ دون الدخول. بعد ذلك، في أبريل 1910، تزوج إياسو من سيبل وينجل هايلو ، ابنة رأس هايلو تكله هايمانوت من جوجام .

### ريجنسي

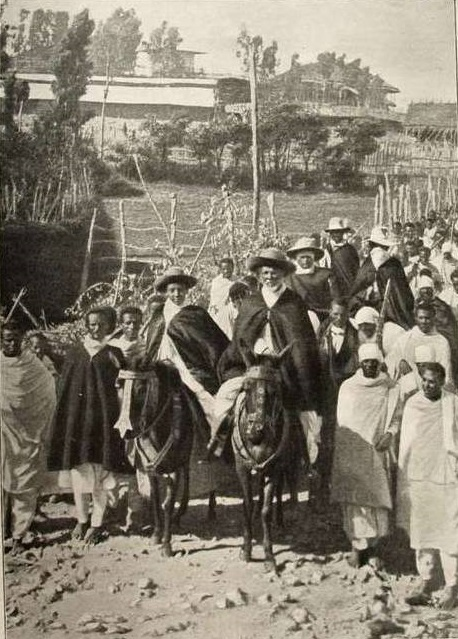
ليج إياسو مع الوصي الجديد، رأس تيسيما

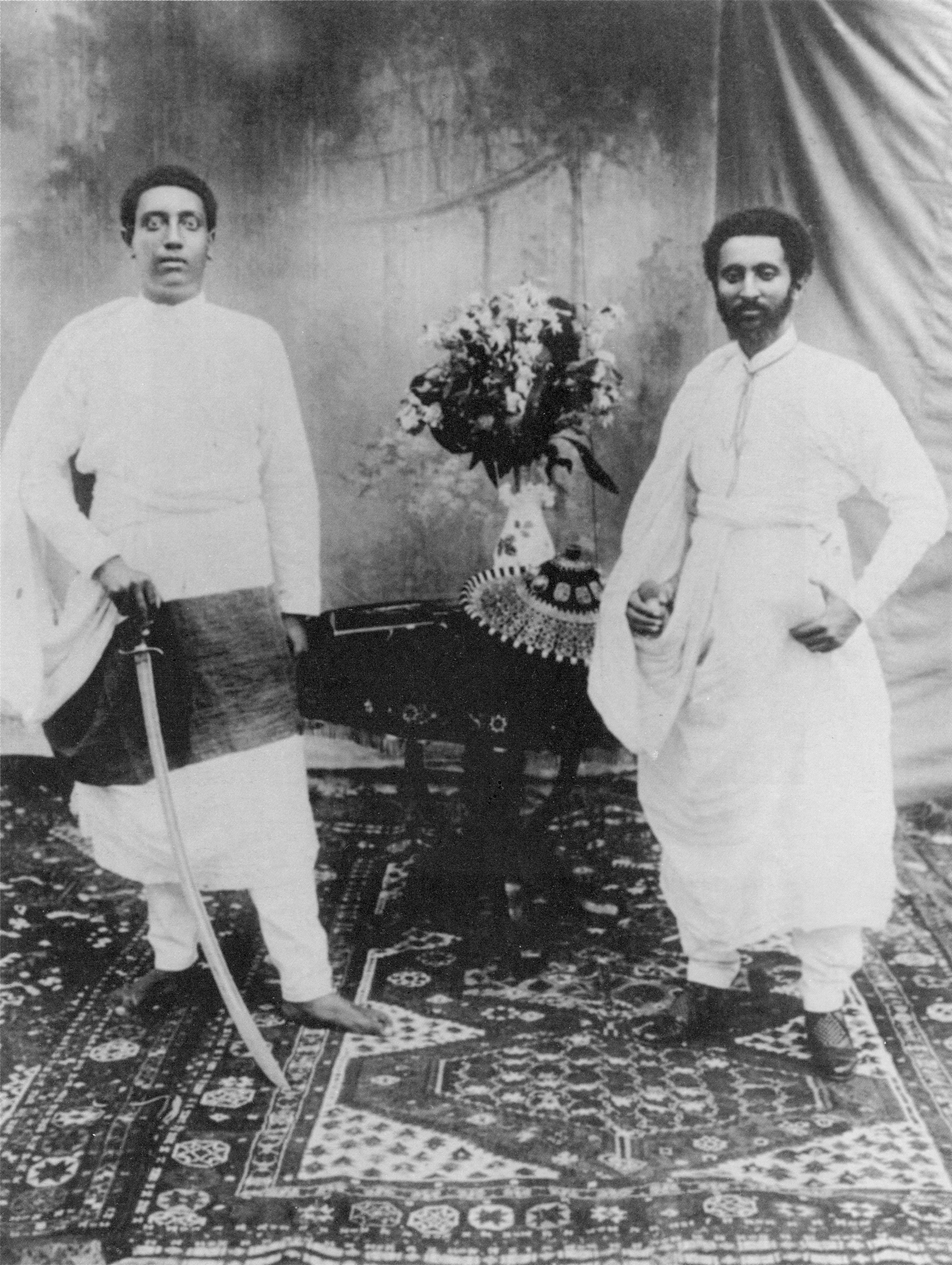
ليج إياسو مع ديجازماتش تيفيري (الإمبراطور لاحقًا هيلا سيلاسي الأول).

بعد وقت قصير من قراره بأن ليج إياسو سيخلفه، استسلم الإمبراطور منليك لمزيد من السكتات الدماغية. وقد تركه هذا في نهاية المطاف مجرد قشرة من نفسه التي كانت قوية ذات يوم، وأصبح عاجزًا حتى وفاته في عام 1913. خلال سنواته الأخيرة، في محاولة للاحتفاظ بالسلطة، اعترضت الإمبراطورة تايتو على اختياره، حيث كانت تنوي استبدال ابنة زوجها ليلت زوديتو أو زوج ابنتها راس جوجسا فيلي (الذي تصادف أنه ابن شقيق تايتو) بإياسو. ردًا على فضول تايتو، نظم عدد من النبلاء تحالفًا أوثق ضدها. في 28 أكتوبر 1909، بعد إصابته بجلطة دماغية شديدة، تم الإعلان عن اختيار منليك لإياسو وريثًا له، مع تعيين راس بيتويديد تيسيما نادو وصيًا على العرش. 
وجد الوصي الجديد أن سلطته قد تم تقويضها ليس فقط من قبل الإمبراطور منليك الذي كان لا يزال على قيد الحياة ولكن المشلول، ولكن أيضًا من قبل الإمبراطورة. على سبيل المثال، أصرت على توجيه الأسئلة من البعثات الأجنبية في أديس أبابا إليها، وليس إلى تيسيما.  علاوة على ذلك، عانى تيسيما نفسه من مرض جعله يبدو عاجزًا وغير مبالٍ وسيودي بحياته في غضون عام. استغرق الأمر انقلابًا دبرته مجموعة من الأرستقراطيين ورئيس الحرس الشخصي الإمبراطوري لإقناع رأس تسما وهابتي جيورجيس بالحد بشكل حاسم من تأثير الإمبراطورة.  على الرغم من هذه التطورات، استمرت الحكومة الإمبراطورية في التعثر: لم يكن المسؤولون على استعداد لاتخاذ قرارات لأن تيسيما نفسه قد تتم الإطاحة به، كما عانت الشؤون الخارجية أيضًا. على الرغم من ذلك، يشير هارولد ماركوس إلى أن وجود تيسيما "ساهم في كبح الانقسامات الوزارية والمؤامرات وكان بمثابة تذكير بوجود السلطة المركزية". 
مع تيسيما، واصل إياسو برنامج مينيليك للتحديث، بما في ذلك إنشاء أول قوة شرطة في أديس أبابا .  في 10 أبريل 1911، توفيت تيسيما نادو، وعندما اجتمع المجلس لتعيين خليفة له بصفته إنديراسي ، طالب ليج إياسو بدور في هذه العملية. وعندما سئل عمن يرغب في المنصب أجاب: "نفسي!" في 11 مايو، حل ختم إياسو محل ختم جده، وإن لم يكن بأسلوب الإمبراطور. 
يصف ماركوس قدرات إياسو كحاكم:
«منذ بداية حكمه الفعلي، أظهر لي إياسو أنه لم يكن المادة التي صنع منها الملوك العظماء. لقد كان ذكيًا، ولكنه أيضًا مندفع، وقاسٍ، وفاسق، وعرضة للاكتئاب والأنانية، وغير كفؤ سياسيًا. وعلى الرغم من رؤيته لإثيوبيا حيث لا يشكل الدين أو الانتماءات العرقية أي فرق في الحياة السياسية أو المهنية للرجل، إلا أنه لم يكن لديه فهم واضح لواقع السلطة في الإمبراطورية، ولا لمنصبه كحاكم لها.
في السنة الأولى، واجه عدة تحديات خطيرة لحكمه. في 31 مايو، حاول رأس أباتي القيام بانقلاب من خلال الاستيلاء على الترسانة وأسلحتها الحديثة في القصر، لكنه اقتنع في النهاية بتقديم طلب علني مقابل السماح له بالمغادرة إلى ممتلكاته في المقاطعات الجنوبية. في 14 يوليو، جرت محاولة لتسميم إياسو. وفي نفس العام، أرسل جنود منليك وفداً يطالبون بدفع رواتب متأخرة وإمدادات منتظمة، وهو ما أوضح أن الحكومة كانت على حافة الإفلاس المالي. وصلت معلومات استخباراتية إلى والد إياسو، رأس ميكائيل، بمؤامرة أخرى، ووصل في 14 نوفمبر إلى أديس أبابا بجيش قوامه 8000 رجل. كانت هذه مجرد أولى الجهود العديدة التي بذلها رأس ميكائيل لإبقاء ابنه على العرش الإمبراطوري.  أسس ميكائيل موقعًا قويًا خلف الكواليس.
في هذه المرحلة، قرر ليج إياسو مغادرة العاصمة، ظاهريًا في حملة عسكرية ضد العفار ، لكنه سافر ببساطة عبر شيوا الشرقية إلى وولو ، للقاء عامة الناس. كان قد وعد بالعودة إلى أديس أبابا في مايو 1912، لكنه زار بدلاً من ذلك ديبري ليبانوس، ثم أديس عالم ، قبل الانضمام إلى بعثة داجازماتش كابادا إلى جنوب غرب إثيوبيا.  هنا شارك ليجي إياسو في سلسلة من غارات العبيد، والتي شارك فيها 40 ألفًا تم القبض على أشخاص من الجنسين، "مات نصفهم بسبب مرض الجدري والدوسنتاريا والجوع والتعب".  يشرح ماركوس هذه الرحلة المستمرة خارج العاصمة بإرادته "لإثبات أن الحكومة لا تستطيع العمل بدونه ولإجبار الوزراء على التصريح بتتويجه الفوري". 
بمجرد عودته أخيرًا إلى العاصمة، دخل في صراع مع قائد الحرس الشخصي الإمبراطوري، والذي تمت تسويته في النهاية بوساطة أبونا متيوس . بدأ الصراع عندما أعرب إياسو عن رغبته للوزراء في إزالة الإمبراطور العاجز من القصر الإمبراطوري حتى يتمكن إياسو نفسه من الإقامة هناك. في محاولة لإرضاء الوريث، طلب الوزراء مقابلة الإمبراطورة تايتو واقترحوا عليها أن تأخذ الإمبراطور إلى أنكوبر كتغيير للمشهد قد يكون مفيدًا لصحته. ومع ذلك، أُبلغت تايتو أن إياسو كان ينوي الانتقال إلى القصر الإمبراطوري، ورفضت بتحدٍ نقل نفسها أو زوجها من القصر. بعد علمه بهذا التبادل، أقسم قائد الحرس الشخصي الإمبراطوري أنه سيحمي الإمبراطور في قصره بحياته. بغضب، أمر إياسو بمجمع القصر محاطًا بجنوده ولم يسمح إلا بدخول ما يكفي من الطعام للإمبراطور نفسه. مع وجود جنود إياسو في مواجهة متوترة مع الحرس الإمبراطوري، تدهور الوضع إلى درجة أنه تم تبادل إطلاق النار، وكان لا بد من نقل الإمبراطور طريح الفراش إلى الأقبية حيث تحطمت نوافذ غرفة نومه في المعركة. وعند سماع إطلاق النار، هرع رئيس الأساقفة إلى مكان الحادث ورتب لوقف إطلاق النار. ثم خرجت الإمبراطورة تايتو من القصر لتوبيخ إياسو علنًا باعتباره طفلًا جاحدًا للجميل يريد قتل جده. أعلنت بغضب أنها لن تذهب هي ولا الإمبراطور إلى أي مكان وعادت إلى غرفتها. تم إحباط إياسو ، لكنه طالب بالانتقام من قائد الحرس الشخصي الإمبراطوري. وعلى الرغم من أنه أراد معاقبته بشدة، إلا أنه كان مقتنعًا بقبول عقوبة النفي من العاصمة. انغمس إياسو في احتفال فخم، مما دفع الدبلوماسيين الأوروبيين إلى استنتاج "أنه كان يتعمد إهمال الأعمال العاجلة وإعاقة الوزراء عن القيام بواجباتهم". 
غادر ليج إياسو العاصمة بعد ما يزيد قليلاً عن شهر، وخلال هذا الوقت شارك في غارة على العفار، الذين ورد أنهم ذبحوا 300 من قبيلة كارايو أورومو في قرية ساديمالكا على نهر أواش . ولما لم يتمكن من العثور على الأطراف المسؤولة، قام بغارة عقابية على عامة السكان مما أدى إلى انتفاضة عامة للعفار. وفي 8 أبريل، وبعد رسائل متكررة من والده بالعودة إلى العاصمة، وصل أخيرًا إلى المدينة ولم يتمكن من تحقيق أي شيء. في 8 مايو، غادر إياسو للقاء والده في ديسي . 

## فتره حكمه

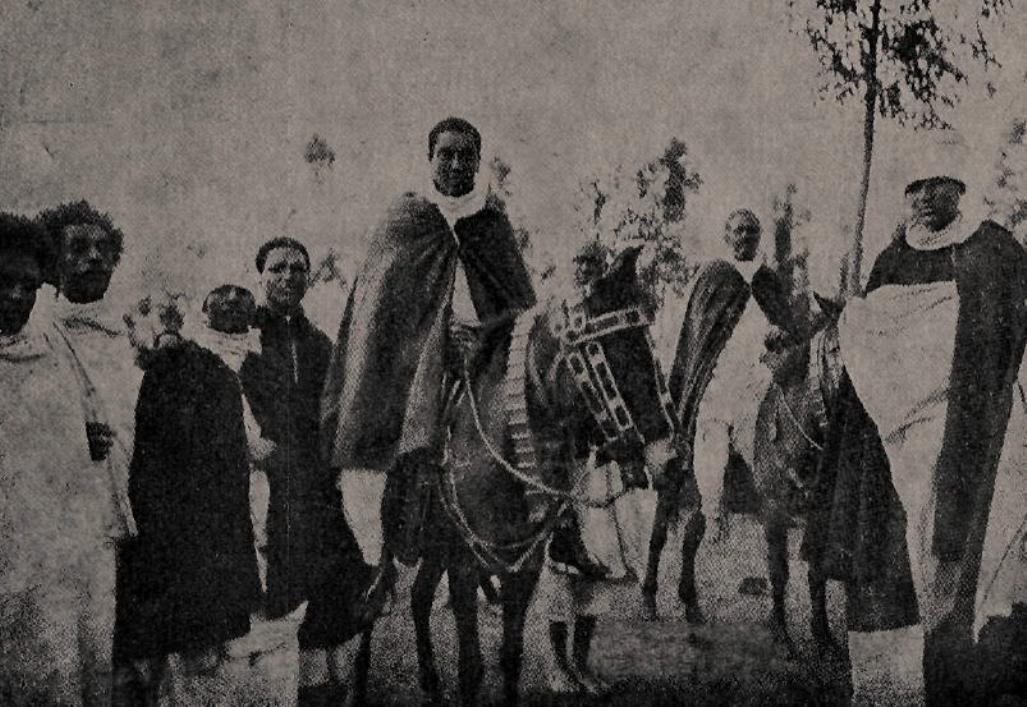
إياسو وحاشيته، كاليفورنيا. 1914.

في ليلة 12-13 ديسمبر 1913، توفي الإمبراطور منليك الثاني. تم إبلاغ إياسو بوفاة جده. تم حبس جثة الإمبراطور سرًا في غرفة صغيرة مجاورة لكنيسة سيئيل بيت كيدان مهيريت (سيدة ميثاق الرحمة) على أرض القصر الإمبراطوري. لم يتم إصدار أي إعلان عام عن وفاة الإمبراطور، ولم يُسمح بأي قداس أو أي نوع من طقوس الحداد. تم طرد الإمبراطورة تايتو على الفور من القصر الإمبراطوري وأرسلت إلى القصر القديم على جبل إنتوتو. تم أيضًا إخراج عمة ليجي لياسو ، زيوديتو منيليك ، من القصر ونُفيت إلى المنفى الداخلي في عقاراتها في فاللي . وبحلول منتصف يناير/كانون الثاني، كانت الأخبار قد تسللت عبر جدار الصمت الرسمي. في 10 يناير 1914، اجتمع كبار نبلاء إثيوبيا لمناقشة ردهم على خسارته ومستقبل إثيوبيا. يعترف ماركوس أنه "على الرغم من عدم وصول أي سجلات لاجتماع عام 1914 إلى علم المؤلف"، إلا أنه يقول "من الآمن أن نستنتج" أن وصولهم إلى أديس أبابا "يشير إلى إخلاصهم لوريث منليك". إلا أنهم عارضوا تتويجه الفوري، رغم أنهم وافقوا على اقتراحه بتتويج والده " نجاشي الشمال ". 
أظهر ليج إياسو عدم اهتمام واضح بالإدارة اليومية للحكومة، تاركًا معظم العمل للوزراء للتعامل معه. ومع ذلك، ظل مجلس الوزراء دون تغيير إلى حد كبير عما كان عليه في أيام جده، وأصبح الوزراء الآن يتمتعون بقدر كبير من السلطة والنفوذ. لقد تعرضوا باستمرار للإهانات والاستخفاف من قبل ليج إياسو الذي أشار إليهم على أنهم "خروف جدي المسمن".  كان يتحدث باستمرار عن نيته إقالة "هؤلاء الشوانز" كما أسماهم، وتعيين مسؤولين جدد وإنشاء طبقة أرستقراطية جديدة من اختياره. اصطدم توجهه الإصلاحي بالأساس مع النزعة المحافظة لوزراء جده القدامى. كما لاحظ بول هينز، فإن إياسو "يبدو أنه قد أثار عداء مؤسسة شيوان عمدًا. لقد كان يفتقر إلى المهارة الدبلوماسية والشعور الدقيق بالتقدير الذي جاء بشكل طبيعي إلى تافاري ". 
لم تؤدي أفعال إياسو المتقلبة العديدة إلا إلى زيادة تنفير الطبقة الأرستقراطية. إحداها كانت خطوبته لابن عمه ذو الدم الملكي ووزيرو ساكاميليش سيفو لسائقه السابق تيلاهون. وكان آخرها تعيين صديقه السوري، تاجر المطاط حسيب ادلبي ، في منصب النجادراس (أو رئيس الجمارك) في مستودع السكك الحديدية في دير داوا ، مما منحه السيطرة على الرسوم الجمركية والجمارك الهائلة التي تم جمعها هناك. كل هذا، إلى جانب غياب إياسو المتكرر عن العاصمة، خلق بيئة مثالية للوزراء بقيادة فيتوراري هابتي جيورجيس ، وزير الحرب، للتخطيط لإسقاطه.

### اعتناق الإسلام المزعوم

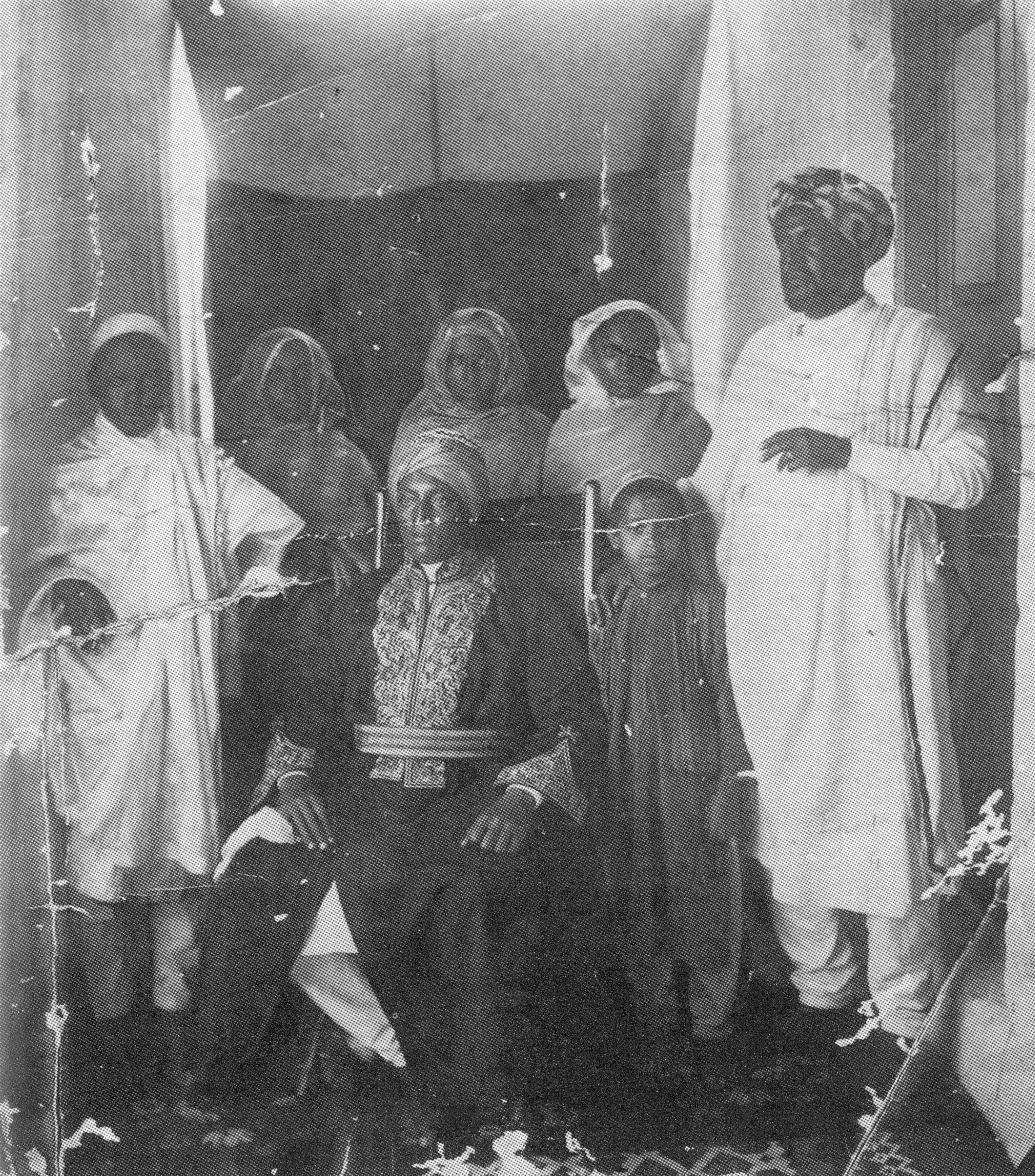
ليج إياسو يرتدي عمامة إسلامية مع عبد الله صادق.

في عام 1914، عين إياسو عبد الله صادق حاكمًا على أوجادين ، وهو القرار الذي عارضه البريطانيون بشدة.   في فبراير 1915، سافر إياسو إلى هرار مع عبد الله صادق، الذي أصبح رفيقه الدائم، وذهبا إلى أكبر مسجد في المدينة، المسجد الجامع ، لأداء صلاة مدتها ثلاث ساعات. وطوال إقامته في هرر كان ودودًا مع المسلمين، مما أثار قلق كهنة الحبشة؛ وعندما بقي في هذا المجتمع المسلم خلال عيد الفصح، أصيبوا بالفضيحة. 
ومع ذلك، كانت الوفود الأجنبية في أديس أبابا تمارس ضغوطًا من أجل انضمامه إلى جانبهم في الحرب العالمية الأولى . وفقًا لماركوس، أعجب العديد من النبلاء والعامة الإثيوبيين بالنجاحات المبكرة التي حققتها القوى المركزية ، واستمع كلاهما بفارغ الصبر إلى الدعاية الألمانية والتركية المتعلقة بالأحداث. سعى الجانبان للحصول على الدعم الإثيوبي: أرادت القوى المركزية من الإثيوبيين طرد الإيطاليين من إريتريا والصومال . انتشرت شائعات مفادها أنه مقابل غزو إياسو للسودان بخمسين ألف جندي، سيتم مكافأته بميناء جيبوتي الاستراتيجي. وعلى أقل تقدير، سعى الحلفاء إلى إبقاء إثيوبيا على الحياد. 
في أغسطس 1915، ذهب إياسو متنكرًا إلى أرض الصومال الفرنسية ، دون إبلاغ الدبلوماسيين الفرنسيين في أديس أبابا أو حتى الحكومة الاستعمارية. هناك أمضى يومين في اجتماعات غامضة. على الرغم من أن ماركوس ذكر أن "ما حدث بالفعل لن يكون معروفًا حتى تصبح المعلومات من الأرشيف الفرنسي متاحة"، يقول فيتوراري ("قائد الطليعة") تكله هواريات تكله مريم ، وهو مصلح متحمس وصديق سابق لإياسو، في كتابه الأخير نشر سيرة ذاتية مفادها أن رحلة جيبوتي كانت بمثابة إجازة لليج إياسو، وأنه قضى الكثير من وقته في المعاشرة مع أعيان المسلمين في المدينة وتناول كميات كبيرة من القات بالإضافة إلى استنفاد أموال البعثة الإثيوبية في فرنسا بشكل كامل. مستعمرة. 
وفي نفس الوقت تقريبًا، أفاد البريطانيون أن وثائق تدعو إلى الجهاد ضد الأوروبيين قد تم نشرها في سوق هرر. في شهر أغسطس من ذلك العام، أفاد البريطانيون أنه تم إرسال الإمدادات إلى جيجيجا لدعم أنشطة محمد عبد الله حسن والشيخ حسن بارسان ، وهما زوجان مسلمان متدينان كانا في حالة حرب مع البريطانيين والإيطاليين في الصومال وأرض الصومال . ثم في سبتمبر، كشف الإيطاليون أن أحد عملائهم الصوماليين شهد إياسو وهو يعلن أمام تجمع من زعماء المسلمين أنه مسلم، وأقسم على ردته على القرآن.  على الرغم من أن هارولد ماركوس يقبل هذه التقارير في ظاهرها، إلا أن باهرو زودي كان أكثر تشككًا في صحتها وبدلاً من ذلك يجادل بأن نية إياسو كانت دمج الصوماليين في الإمبراطورية الإثيوبية ، لكن "براعة الحلفاء جعلت ارتداد إياسو واضحًا (والتي كانت التهمة الرئيسية الموجهة" ضده) بتزوير صور ومستندات تثبت التهمة".  ومهما كانت الحقيقة، فقد أدت هذه التقارير إلى تفاقم السخط الشديد ضد إياسو. بدأت القوى الاستعمارية الأوروبية في المنطقة بدعم الانقلاب ضد إياسو بسبب وجود علامات على أنه كان على وشك الانضمام إلى الحرب العالمية الأولى على الجانب الآخر. 

### سقوطه
في 27 سبتمبر 1916، أثناء وجوده في مدينة هرار، تم خلع لي إياسو لصالح عمته زويديتو .  اجتمع النبلاء بقيادة فيتوراري هابتي جيورجيس ديناجدي في العاصمة واتهموا لي إياسو بالردة، زاعمين أنه اعتنق الإسلام وبالتالي فقد التاج الإمبراطوري. اقتنع رئيس الأساقفة القبطي متيوس ، بعد بعض التردد، بإعفاء النبلاء من يمين الولاء لإياسو، وتم إعلان خلعه عن العرش وحرمانه من الكنيسة. ثم قام مجلس النبلاء بتسمية زوديتو مينيليك كإمبراطورة لإثيوبيا، وتم ترقية ديجازماتش تافاري ماكونين إلى لقب راس، وجعلها وريثة للعرش. أرسل إياسو جيشًا لمهاجمة أديس أبابا، والذي التقى في ميسو وعاد أدراجه. تردد والده في البداية، ثم سار جنوبًا من ديسي مع 80 ألف جندي. في 27 أكتوبر، هُزم نيجوس ميكائيل في معركة سيجالي . وفقًا لبول هينز، وصل إياسو إلى أنكوبر صباح المعركة مع بضعة آلاف من الأتباع المخلصين، وبعد أن شهد هزيمة والده، فر باتجاه الحدود الإريترية .  في 8 نوفمبر، ظهر إياسو في ديسي حيث طلب عبثًا الدعم من نبلاء تيغراي ثم الإيطاليين. في 10 ديسمبر، هرب إياسو ولجأ مع أتباعه إلى أمبا مقدلة المهجورة. وفي مقدلة، تمت محاصرته وتعرض لحصار غير ملهم. في 18 يوليو 1917، تسلل إياسو عبر خطوط الحصار وحشد فلاحي وولو للثورة. في 27 أغسطس في ويلو،  هزمت القوات بقيادة هابتي جيورجيس المتمردين وأسرت العديد من جنرالات إياسو، بما في ذلك رأس إيمر.  بعد هذه الهزيمة، هرب إياسو مع بضع مئات من الرجال المختارين إلى صحراء مثلث عفار ، حيث تجول لمدة خمس سنوات. في 11 يناير 1921، تم القبض على إياسو واحتجازه من قبل غوغسا أرايا سيلاسي . وتم تسليمه إلى عهدة ابن عمه رأس كاسا هايلي دارج . أبقى رأس كاسا إياسو في إقامة جبرية مريحة في منزله الريفي في فيشي .[بحاجة لمصدر]</link>
يقال إن الإمبراطورة زيوديتو الأولى، التي يبدو أنها كانت متعاطفة بشكل كبير مع مصير إياسو، على الرغم من معاملتها بقسوة من قبل ابن أخيها، حاولت تسليمه إلى حضانتها الشخصية من أجل "إعادته إلى المسيح و الخلاص" تحت قيادتها. من وجهة نظرها، كان الجزء الأكثر خطورة من مصيره هو حرمانه من الكنيسة، وكانت ترغب بشدة في إنقاذ ابن أخيها مما اعتبرته لعنة مؤكدة. بينما تم رفض طلبها لنقل ابن أخيها إلى القصر الإمبراطوري في أديس أبابا بشدة من قبل كل من فيتوراري هابت جيورجيس وولي العهد رأس تيفيري ماكونين، اهتمت الإمبراطورة بأن يعيش إياسو في رفاهية وتم تزويده بكل ما يرغب فيه. كما التزم رأس كاسا أيضًا بهذه السياسة طوال فترة احتجاز إياسو، لذا لم تكن شروط سجن إياسو قاسية بشكل خاص.[بحاجة لمصدر]

## السنوات اللاحقة
توفيت الإمبراطورة زيتيتو في عام 1930، وخلفها الإمبراطور هيلا سيلاسي ، الذي كان أقل تعاطفًا مع إياسو. في عام 1931، هرب إياسو من السجن في فيشي. يبدو أنه حصل على حريته بمساعدة والد زوجته السابق، رأس هايلو تكله هايمانوت من غوجام ، على الرغم من أن هيلا سيلاسي ادعى أن الإيطاليين كان لهم يد في هروبه - أو على الأقل خططوا للمساعدة في محاولة إياسو لاستعادة الحكم. عرش. يذكر هيلا سيلاسي في سيرته الذاتية أنه عندما هبط البارون الإيطالي ريموندو فرانشيتي بطائرته في حقل خارج أديس عالم ، "لاحظ المتفرجون أنه كان بداخلها مدفع رشاش بالإضافة إلى بنادق والعديد من الخراطيش" - مما يعني أن هذه كانت لتسليح إياسو. متابعون. 
تم القبض على إياسو بعد وقت قصير من هروبه.  بعد أن عزل رأس كاسا بشدة بهروبه، وأثار غضب الإمبراطور، تم نقل إياسو إلى قلعة على سفوح جبل جارا موليتا في جيراوا ،  حيث كان يخضع لحراسة مشددة من قبل السكان المحليين مخلص للامبراطور هيلا سيلاسي. عندما غزت القوات الإيطالية إثيوبيا في عام 1935، قامت طائرات القوات الجوية الملكية الإيطالية بتوزيع منشورات تطالب السكان بالتمرد ضد هيلا سيلاسي ودعم "الإمبراطور الحقيقي إياسو الخامس". كان يُخشى أن يستغل الإيطاليون إياسو لتفتيت المقاومة الإثيوبية لغزوهم.
في نوفمبر 1935، أُعلن عن وفاة إياسو. ولا تزال الظروف المحيطة بوفاته ومكان دفنه يكتنفها الغموض. إحدى الشائعات التي لا تزال قائمة حتى يومنا هذا هي أن الإمبراطور هيلا سيلاسي أمر حراسه بقتله. ويشكك آخرون في ذلك ويزعمون أن إياسو مات لأسباب طبيعية. يدعي حفيده والمطالب الحالي بإياسو على العرش الإثيوبي، <i id="mwAUY">ليج</i> غيرما يوهانس ، أن جثة إياسو تم إحضارها إلى كنيسة القديس مرقس في قصر جينيتي ليول في أديس أبابا (منذ عام 1961 الحرم الجامعي الرئيسي لجامعة أديس أبابا ) ودُفن هناك سرًا. . ولأنه كان محرومًا كنسيًا، فإن هذه الادعاءات غير محتملة على الإطلاق. تشير رواية أخرى نُشرت مؤخرًا إلى أن إياسو تم دفنه في القبر المعد لمعترف وقس الإمبراطور هيلا سيلاسي، أبا حنا جيما، في ديبري ليبانوس . تؤكد هذه الرواية أنه بعد وفاة الكاهن، تم نقل رفات ليج إياسو إلى سرداب كنيسة القديس تكله هيمانوت بالدير، ووضعها تحت القبر المعد لبطريرك إثيوبيا الأول، أبونا باسيليوس .[بحاجة لمصدر]

## عائلته
تزوجت أخته الصغرى زينبي ورق في سن مبكرة من رأس بيزابيه من جوجام، لكنها ماتت أثناء الولادة. كان لدى إياسو أيضًا أخت كبرى غير شقيقة، ويزيرو سيهين ميكائيل، متزوجة من جانتيرار أصفاو، سيد أمباسل ، والتي أصبحت ابنتها في النهاية الإمبراطورة مينين أصفاو ، زوجة الإمبراطور هيلا سيلاسي . أخت أخرى غير شقيقة لليج إياسو كانت ووزيرو توابيك ميكائيل، الزوجة الثانية لرأس سيوم مانغاشا من تيغراي. بينما يمكن أن يدعي إياسو من خلال والدته الإمبراطورية أنه من نسل الملك سليمان وملكة سبأ ، فقد ادعى من خلال والده أنه ينحدر من محمد .  يبدو أن إياسو كان لديه ما لا يقل عن ثلاث عشرة زوجة ثانوية وعدد غير مؤكد من الأطفال الطبيعيين، وكان العديد منهم مطالبين من أنصار إياسوي بالعرش الإمبراطوري، بالإضافة إلى أحفاد مثل جيرما يوهانس. كانت الطفلة الشرعية الوحيدة للي إياسو هي ابنة ولدت عام 1916 له ولسيبلي وينجل هايلو ، عالم تساهي إياسو ‏ ، الذي مُنح لقب إمبيت-هوي  للامبراطور هيلا سيلاسي.

## تقييم
يصف المؤرخ الإثيوبي باهرو زودي عهد إياسو بأنه "أحد أكثر العصور غموضًا في التاريخ الإثيوبي".  تم تقديم وصف شائع لعهده من قبل ج. سبنسر تريمنغهام ، الذي كتب أن أفعاله لصالح الإسلام كانت
... بتشجيع من الدبلوماسيين الألمان والأتراك. وجعل الفقهاء ينسبون نسبه من جهة أبيه إلى النبي . أقام لفترات طويلة في هرر حيث اعتمد الزي والعادات الإسلامية. لقد تخلى عن زوجته المسيحية، رومان وراق، وبدأ الحريم بالزواج من بنات زعماء عفار وأورومو ، بما في ذلك ابنة وابنة أخ أبا جيفار من جيما . قام ببناء المساجد في دير داوا وجيجيجا. في عام 1916، جعل الحبشة رسميًا تابعة دينيًا لتركيا ، وأرسل للقنصل العام التركي علمًا حبشيًا مطرزًا بهلال وصيغة الإيمان الإسلامية. وأرسل أعلاما مماثلة إلى زعماء المسلمين ووعدهم بقيادتهم إلى الجهاد . ودخل في مفاوضات مع محمد بن عبد الله مهدي أوجادين وأرسل له بنادق وذخائر. ثم أصدر دعوة لجميع الصوماليين ، الذين اعتبره بعضهم المهدي الحقيقي، ليتبعوه في الجهاد ضد المسيحيين، وذهب إلى جيجيجا لجمع جيش. 
وفقًا لـ فيتاواري تكله حواريات تكله مريم ، أعلن ليجي إياسو في وقت ما "إذا لم أجعل إثيوبيا مسلمة، فأنا لست إياسو". ويتذكر أيضًا زيارة ليج إياسو إلى دير داوا في عام 1916، عندما دخل الحاكم إلى كنيسة الروم الكاثوليك في تلك المدينة (هذا الفعل وحده من شأنه أن يثير فضيحة المؤسسة الأرثوذكسية الإثيوبية) وبدأ في إشعال سيجارة وتدخينها أثناء إقامة القداس. يخلص تكله هواريات إلى أن إياسو لم يكن مناسبًا تمامًا للعرش، وأن عزله كان ضروريًا لبقاء الإمبراطورية ومصلحة الشعب. 
من ناحية أخرى، بينما يعترف باهرو زودي بأن "التناقض وعدم الاتساق كانا السمة المميزة لشخصيته وسياساته"، يلاحظ أن عهد إياسو اتسم "بسلسلة من التدابير التي قد تؤدي، بسبب الأمن الاجتماعي والاقتصادي الذي تنطوي عليه، إلى تعتبر تقدمية." قام إياسو بتحديث العديد من أقسام القانون الجنائي الإثيوبي، وأنشأ قوة شرطة بلدية تيرينبول . مبادراته تجاه السكان المسلمين في إثيوبيا "يمكن تفسيرها على أنها محاولة لإصلاح مظالم الماضي، ولجعل المسلمين يشعرون وكأنهم في وطنهم في بلدهم". 
ومع ذلك، كان من سوء حظ إياسو أن خلفه (على حد تعبير باهرو زودي) "حاكم يتمتع بعمر سياسي استثنائي وجد أنه من مصلحته قمع أي تقدير موضوعي للرجل".  وفقًا لبول ب. هينز، في عهد ابن عمه هيلا سيلاسي ، كان إياسو "عمليًا" غير شخصي ". وإذا تمت الإشارة إليه على الإطلاق، فقد كان ذلك دائمًا بعبارات سلبية للغاية." بينما يعترف هينز بنقص المعلومات عن هذا الرجل، فإنه يشير إلى أن "النتيجة الأكثر عدلاً التي يمكن التوصل إليها على أساس المعرفة الحالية قد تكون الفضل في حسن النوايا له ولكن إدانته بسبب الأداء غير المعتدل وغير الكفء وفي النهاية الكارثي. " 

## مرتبة الشرف

### وطنية من الداخل
- فارس جراند كوردون من وسام سليمان[بحاجة لمصدر]

### أجنبية من الخارج
- فارس الصليب الأكبر من وسام ليوبولد (الإمبراطورية النمساوية المجرية، 1912)[بحاجة لمصدر]
- فارس الصليب الأكبر من وسام التاج الإيطالي (مملكة إيطاليا، 1912)[بحاجة لمصدر]
- فارس فخري وسام الصليب الأكبر من الوسام الملكي الفيكتوري (المملكة المتحدة، 7 سبتمبر 1911)[بحاجة لمصدر]